# Ieràpetra

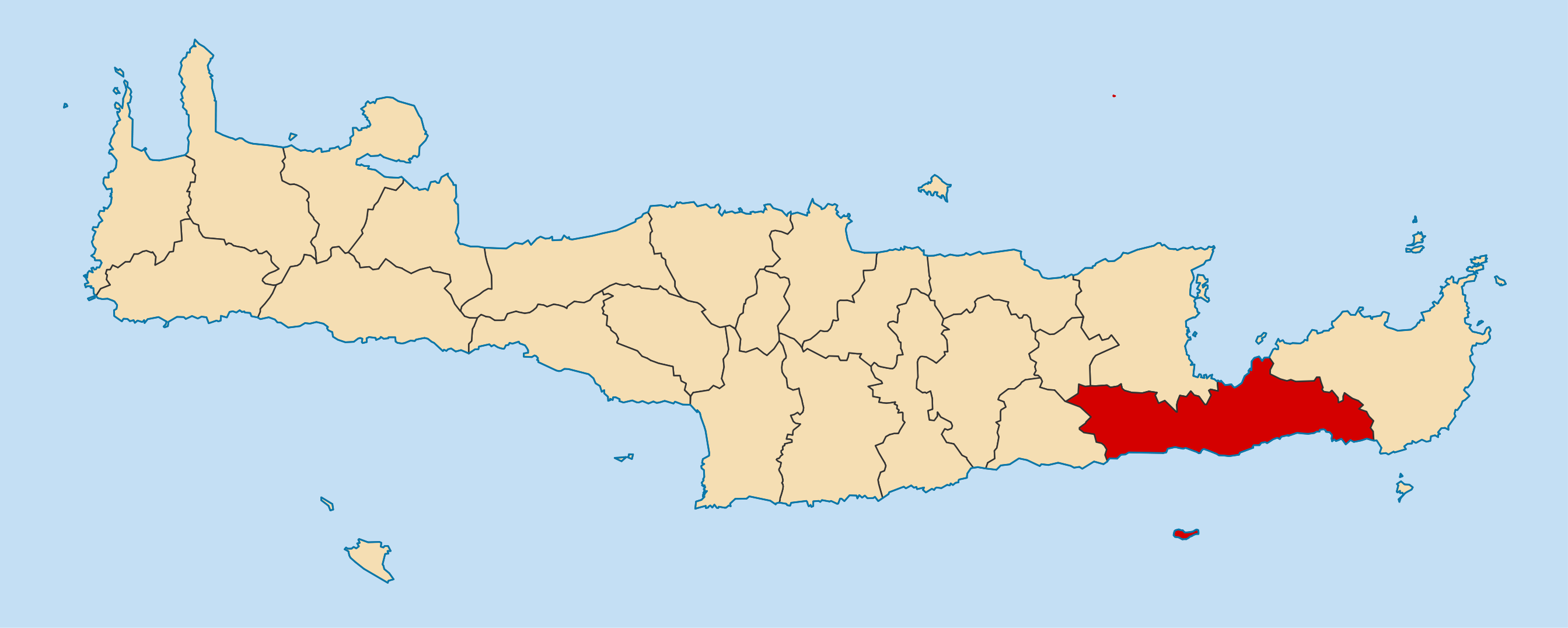
L'actual municipi de Ieràpetra a Creta

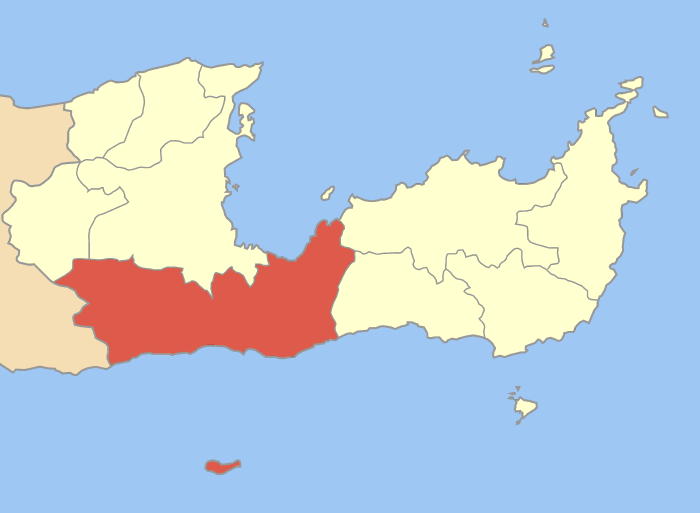
El municipi de Ieràpetra a la prefectura de Lassithi

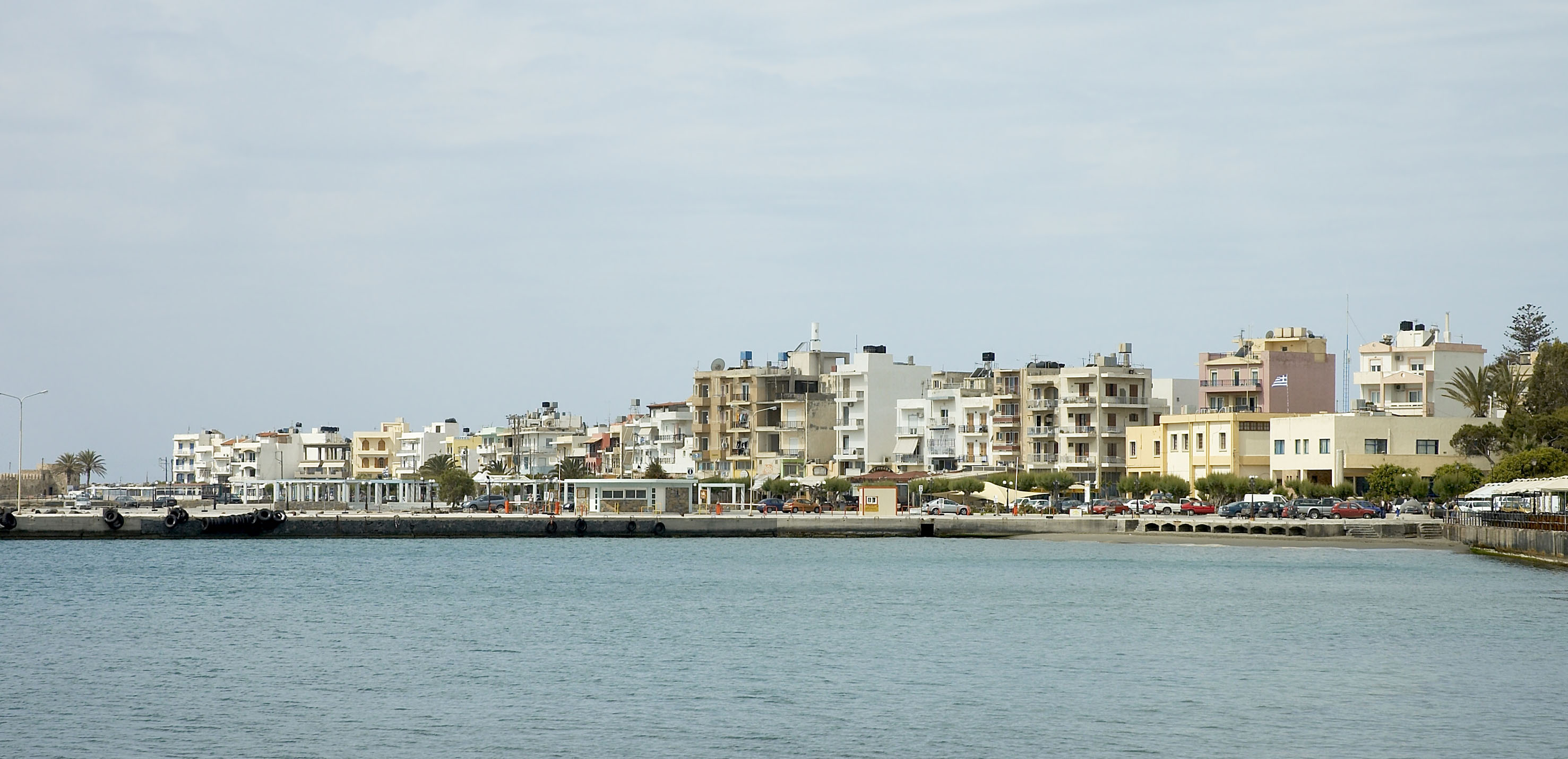
Vista general de Ieràpetra

Ieràpetra (en grec Ιεράπετρα [je'rapetra] i en grec cretenc [dʒe'rapetro]) és una ciutat i un municipi de la costa sud-est de Creta, Grècia, a la prefectura de Lassithi. El municipi, que el 2001 tenia 23.707 habitants, inclou la ciutat, alguns poblets i l'illa de Khrissi. És l'única ciutat gran de la costa sud de l'illa i la més poblada de la prefectura de Lassithi.
El clima de la regió té hiverns excepcionalment càlids, que permeten que les palmeres facin fruit i que les orenetes no migrin cap al sud. Els estius són secs, amb una calor moderada per les brises del mar.
Hi ha restes minoiques a Gurnià, Pyrgos i Vassilikí.
L'illa de Khrissi té bones platges i s'hi pot anar amb vaixells que surten del port de Ieràpetra.
Altres llocs d'interès són:
- Llac artificial de Bramiana, que constitueix una reserva ornitològica.
- Muntanyes: Dikti i Thryptis.
- Bosc de Selakano.
- Gorges: Sarakina, Kha i Avgo.

## Història
Ieràpetra està situada al mateix lloc on hi havia l'antiga Hierapytna. És l'última ciutat de Creta que va ser conquerida pels romans, el 67 aC. Va ser destruïda pels àrabs el 824. Els venecians van construir-hi la fortalesa de Kales. Els otomans hi van fer una mesquita. El 1798 hi va fer una estada Napoleó I de França, després de la batalla de les Piràmides, a Egipte. La catedral de la ciutat, dedicada a Sant Jordi (Hàgios Georgios), és del 1856.